# Marcin Gutowski
Marcin Gutowski (ur. 1983 w Warszawie) – polski dziennikarz, reportażysta, pisarz literatury faktu, autor publikacji na temat wykorzystywania seksualnego w Kościele katolickim, m.in. reportaży telewizyjnych Don Stanislao (2020) i Franciszkańska 3 (2023) oraz książki Bielmo (2022).

## Życiorys

### Wykształcenie
Ukończył studia na Uniwersytecie Kardynała Stefana Wyszyńskiego w Warszawie.

### Praca dziennikarska
Od 2006 do 2017 pracował w Programie III Polskiego Radia jako reporter porannego i popołudniowego wydania programu Zapraszamy do Trójki. Prowadził autorskie programy: Przyciasny beret, Znaki zapytania i Pępek świata, a także okazjonalnie Klub Trójki, Puls Trójki, Trójkowy budzik. Przygotowywał cykle audycji Trójka z dżemem – palce lizać!, Tak rodziła się Solidarność, Głosy Polskiego Radia, Życie intymne roślin, Wakacjo leggins oraz audycje specjalne, zwłaszcza nadawane z Bliskiego Wschodu. Specjalizuje się w tematyce izraelskiej i palestyńskiej. Na antenie Trójki i innych programów Polskiego Radia nadawał relacje z wydarzeń w Polsce i za granicą. Relacjonował m.in. przebieg wizyty prezydenta Baracka Obamy w Izraelu, pielgrzymki papieskie do Polski i Izraela. Relacjonował wydarzenia m.in. z Wielkiej Brytanii, Włoch, Kanady, Hiszpanii, Austrii, Norwegii, Czech. W tym czasie współpracował z TVN24, TVP Info i TVP Polonia.
W 2012 nakładem wydawnictwa Znak ukazała się jego książka Trójka z dżemem – palce lizać. Biografia pewnego radia, będąca zapisem cyklu audycji poświęconych historii Programu III Polskiego Radia. W 2015 również w wydawnictwie Znak opublikował zbiór kilkuset rozmów i reportaży Święta ziemia. Opowieści z Izraela i Palestyny. Publikował m.in. w czasopiśmie „Więź”. W latach 2016–2018 stale współpracował z miesięcznikiem „W drodze”.
W 2017 został reporterem magazynu Czarno na białym w TVN24, gdzie zajął się tworzeniem reportaży telewizyjnych. Okazjonalnie współpracował z innymi programami stacji (m.in. Faktami TVN) i publikował teksty w Magazynie TVN24. W 2020 w reportażu telewizyjnym Marcina Gutowskiego Don Stanislao. Druga twarz kardynała Dziwisza wyemitowanym w TVN24, sformułowane zostały przypuszczenia co do roli Stanisława Dziwisza w tuszowaniu molestowania seksualnego przez trzech kapłanów: księdza z diecezji bielsko-żywieckiej, założyciela Legionu Chrystusa Marciala Maciela i byłego kardynała Theodore’a McCarricka, oraz czerpania z tego tytułu osobistych korzyści przez Stanisława Dziwisza.
W 2022 ukazała się książka Marcina Gutowskiego Bielmo. Co wiedział Jan Paweł II na temat wiedzy papieża Jana Pawła II o procederze molestowania seksualnego, także dzieci, w kościele katolickim. W marcu 2023 TVN24 wyemitowała reportaż telewizyjny Marcina Gutowskiego Franciszkańska 3 opisujący przypadki tuszowania przestępstw seksualnych przeciwko dzieciom przez ówczesnego biskupa krakowskiego, Karola Wojtyłę, a późniejszego papieża Jana Pawła II. Reportaż ten wywołał reakcję polskich władz państwowych, m.in. poprzez przyjęcie przez Sejm RP uchwały „w obronie dobrego imienia Jana Pawła II”; oraz wywołał publiczną debatę na temat roli Jana Pawła II w systemowym tuszowaniu molestowania seksualnego w Kościele katolickim. Do końca marca 2023 w ramach zorganizowanej akcji do Krajowej Rady Radiofonii i Telewizji wpłynęło ponad półtora tysiąca skarg na reportaż Franciszkańska 3. Przewodniczący Krajowej Rady Radiofonii i Telewizji Maciej Świrski wszczął w tej sprawie postępowanie z urzędu. W jego ocenie „emisja audycji mogła stanowić naruszenie art. 18 ust. 1 i 2” ustawy o radiofonii i telewizji. Za reportaż Franciszkańska 3 Marcin Gutowski otrzymał od Stowarzyszenia Dziennikarzy Polskich tytuł „Hieny Roku 2023” przyznawany za „szczególną nierzetelność i lekceważenie zasad etyki dziennikarskiej”. Przewodniczący KRRiTV Maciej Świrski nałożył na TVN za emisję reportażu Franciszkańśka 3 karę w wysokości 550 tysięcy złotych. TVN odwołał się do sądu od tej decyzji. W kwietniu 2024 Urząd skarbowy wyegzekwował od TVN kwotę kary na rzecz KRRiTV.

### Rodzina
Marcin Gutowski jest żonaty, ma trzy córki.

## Książki
- Marcin Gutowski: Trójka z dżemem. Palce lizać! Biografia pewnego radia. Kraków: Społeczny Instytut Wydawniczy „Znak”, 2012, s. 248. ISBN 978-83-240-2202-1.
- Marcin Gutowski: Święta Ziemia. Opowieści z Izraela i Palestyny. Kraków: Społeczny Instytut Wydawniczy „Znak”, 2015, s. 446. ISBN 978-83-240-3390-4.
- Marcin Gutowski: Don Stanislao. Druga twarz kardynała Dziwisza. Wydawnictwo Otwarte, 2021. ISBN 978-83-8135-114-0. Brak numerów stron w książce[26]
- Marcin Gutowski: Bielmo. Co wiedział Jan Paweł II. Warszawa: Wydawnictwo Agora, 2022, s. 280. ISBN 978-83-268-3980-1.[10]

## Wyróżnienia
- Nominacja do nagrody MediaTory (2012)[27]
- Piąte miejsce w plebiscycie na Dziennikarza Roku w XXIV edycji konkursu Grand Press (2020)[28]
- Nagroda im. Andrzeja Woyciechowskiego za najważniejszy materiał dziennikarski roku za reportaż telewizyjny Don Stanislao. Druga twarz kardynała Dziwisza (2021)[29][30]
- Grand Press w kategorii Reportaż TV/wideo za reportaż telewizyjny Don Stanislao. Druga twarz kardynała Dziwisza (2021)[31]